# Desiderio Quercetani
Desiderio Quercetani (Parma, 7 novembre 1961) è un liutaio italiano.

## Biografia
Allievo di Renato Scrollavezza al Conservatorio di Musica "Arrigo Boito" dal 1980 al 1985, dove ha conseguito il diploma di liutaio, nel 1987 ha avviato il suo laboratorio nel Borgo delle Colonne, a Parma. Nel 2002 ha aperto una scuola per la creazione di strumenti a corda, la Bottega di Parma.
Spesso i suoi disegni prendono spunto da quelli dei maestri della classicità cremonese, come Antonio Stradivari.
La maggior parte degli strumenti utilizzati dal gruppo musicale barocco Europa Galante sono di sua produzione.